# Campionati italiani primaverili di nuoto 2025
I 71° Campionati italiani primaverili di nuoto (nome ufficiale, per ragioni di sponsorizzazione, Assoluti Primaverili UnipolSai) si sono svolti a Riccione dal 13 al 17 aprile 2025. È stata utilizzata la vasca da 50 metri, e sono stati validi per la qualificazione ai mondiali di Singapore.

## Podi

### Uomini
| Evento               | Oro                                                                                            | Tempo                                   | Argento                                                                                   | Tempo                                   | Bronzo                                                                                          | Tempo                                   |
| Stile libero         |                                                                                                |                                         |                                                                                           |                                         |                                                                                                 |                                         |
| 50 m                 | Leonardo Deplano                                                                               | 21"62                                   | Lorenzo Zazzeri                                                                           | 22"10                                   | Andrea Battista Candela                                                                         | 22"25                                   |
| 100 m                | Manuel Frigo                                                                                   | 48"34                                   | Carlos D'Ambrosio                                                                         | 48"60                                   | Lorenzo Zazzeri                                                                                 | 48"62                                   |
| 200 m                | Carlos D'Ambrosio                                                                              | 1'46"32                                 | Filippo Megli                                                                             | 48"60                                   | Marco De Tullio                                                                                 | 48"62                                   |
| 400 m                | Marco De Tullio                                                                                | 3'46"90                                 | Davide Marchello                                                                          | 3'49"91                                 | Matteo Lamberti                                                                                 | 3'50"56                                 |
| 800 m                | Davide Marchello                                                                               | 7'53"32                                 | Luca De Tullio                                                                            | 7'53"39                                 | Gabriele Detti                                                                                  | 7'54"64                                 |
| 1500 m               | Matteo Diodato                                                                                 | 14'58"88                                | Marcello Guidi                                                                            | 15'06"91                                | Davide Marchello                                                                                | 15'08"99                                |
| Dorso                |                                                                                                |                                         |                                                                                           |                                         |                                                                                                 |                                         |
| 50 m                 | Christian Bacico                                                                               | 24"83                                   | Daniele Del Signore                                                                       | 25"21                                   | Lorenzo Glessi                                                                                  | 25"39                                   |
| 100 m                | Christian Bacico                                                                               | 53"61                                   | Pietro Ruggero Ubertalli                                                                  | 54"12                                   | Daniele Del Signore                                                                             | 54"80                                   |
| 200 m                | Christian Bacico                                                                               | 1'57"70                                 | Pietro Ruggero Ubertalli                                                                  | 1'58"38                                 | Daniele Del Signore                                                                             | 1'59"32                                 |
| Rana                 |                                                                                                |                                         |                                                                                           |                                         |                                                                                                 |                                         |
| 50 m                 | Simone Cerasuolo                                                                               | 26"59                                   | Nicolò Martinenghi                                                                        | 26"78                                   | Ludovico Viberti                                                                                | 27"01                                   |
| 100 m                | Nicolò Martinenghi                                                                             | 59"16                                   | Simone Cerasuolo                                                                          | 59"63                                   | Alessandro Pinzuti                                                                              | 59"78                                   |
| 200 m                | Christian Mantegazza                                                                           | 2'10"68                                 | Alessandro Fusco                                                                          | 2'11"47                                 | Edoardo Giorgetti                                                                               | 2'11"59                                 |
| Farfalla             |                                                                                                |                                         |                                                                                           |                                         |                                                                                                 |                                         |
| 50 m                 | Lorenzo Gargani                                                                                | 23"32                                   | Federico Burdisso                                                                         | 23"67                                   | Simone Stefanì                                                                                  | 23"69                                   |
| 100 m                | Federico Burdisso                                                                              | 51"83                                   | Alberto Razzetti                                                                          | 51"94                                   | Gianmarco Sansone                                                                               | 52"05                                   |
| 200 m                | Alberto Razzetti                                                                               | 1'55"06                                 | Claudio Faraci                                                                            | 1'56"27                                 | Alessandro Ragaini                                                                              | 1'56"53                                 |
| Misti                |                                                                                                |                                         |                                                                                           |                                         |                                                                                                 |                                         |
| 200 m                | Alberto Razzetti                                                                               | 1'58"05                                 | Christian Mantegazza                                                                      | 1'58"95                                 | Alessandro Tredici                                                                              | 1'59"17                                 |
| 400 m                | Pier Andrea Matteazzi                                                                          | 4'16"12                                 | Emanuele Potenza                                                                          | 4'17"34                                 | Samuele Martelli                                                                                | 4'17"73                                 |
| Staffette            |                                                                                                |                                         |                                                                                           |                                         |                                                                                                 |                                         |
| 4x100 m stile libero | G.S. Fiamme Oro Manuel Frigo Alessandro Miressi Paolo Conte Bonin Giovanni Carraro             | 3'14"51 48"50 48"28 48"24 49"49         | G.S. Fiamme Gialle Carlos D'Ambrosio Alessandro Bori Luca Serio Alberto Razzetti          | 3'15"63 48"58 49"47 48"96 48"62         | Centro Sportivo Carabinieri Lorenzo Ballarati Alessandro Ragaini Filippo Megli Leonardo Deplano | 3'16"73 49"45 50"04 48"83 48"41         |
| 4x200 m stile libero | G.S. Fiamme Gialle Alberto Razzetti Davide Dalla Costa Christian Mantegazza Carlos D'Ambrosio  | 7'12"82 1'47"99 1'48"23 1'50"06 1'46"54 | Circolo Canottieri Aniene Marco De Tullio Claudio Faraci Alberto Ferrazza Filippo Bertoni | 7'13"61 1'48"37 1'49"32 1'47"95 1'47"97 | Centro Sportivo Carabinieri Filippo Megli Lorenzo Ballarati Matteo Lamberti Alessandro Ragaini  | 7'14"73 1'48"24 1'50"52 1'49"59 1'46"38 |
| 4x100 m misti        | Centro Sportivo Esercito Christian Bacico Alessandro Pinzuti Federico Burdisso Lorenzo Zazzeri | 3'32"11 53"42 59"48 50"88 48"33         | G.S. Fiamme Oro Simone Stefanì Ludovico Viberti Gianmarco Sansone Manuel Frigo            | 3'34"80 56"40 58"99 52"12 47"29         | G.S. Fiamme Gialle Daniele Del Signore Alessandro Fusco Alberto Razzetti Luca Serio             | 3'35"69 54"85 1'00"53 51"56 48"75       |

### Donne
| Evento               | Oro                                                                                          | Tempo                                   | Argento | Tempo                                                                          | Bronzo                                                                                           | Tempo                               |
| Stile libero         |                                                                                              |                                         | |                                                                                |                                                                                                  |                                     |
| 50 m                 | Sara Curtis                                                                                  | 24"43                                   | Costanza Cocconcelli | 24"98                                                                          | Silvia Di Pietro                                                                                 | 25"25                               |
| 100 m                | Sara Curtis                                                                                  | 53"01                                   | Emma Virginia Menicucci | 54"14                                                                          | Chiara Tarantino                                                                                 | 54"28                               |
| 200 m                | Alessandra Mao                                                                               | 1'58"86                                 | Matilde Biagiotti | 1'59"12                                                                        | Anna Chiara Mascolo                                                                              | 1'59"13                             |
| 400 m                | Simona Quadarella                                                                            | 4'08"50                                 | Noemi Cesarano | 4'10"81                                                                        | Anna Chiara Mascolo                                                                              | 4'12"84                             |
| 800 m                | Simona Quadarella                                                                            | 8'24"85                                 | Emma Vittoria Giannelli | 8'33"53                                                                        | Noemi Cesarano                                                                                   | 8'33"72                             |
| 1500 m               | Simona Quadarella                                                                            | 16'03"77                                | Ginevra Taddeucci | 16'09"81                                                                       | Noemi Cesarano                                                                                   | 16'22"96                            |
| Dorso                |                                                                                              |                                         | |                                                                                |                                                                                                  |                                     |
| 50 m                 | Sara Curtis                                                                                  | 27"90                                   | Francesca Pasquino | 28"33                                                                          | Chiara Lamanna                                                                                   | 28"47                               |
| 100 m                | Anita Gastaldi                                                                               | 1'00"46                                 | Federica Toma | 1'00"58                                                                        | Francesca Pasquino                                                                               | 1'00"70                             |
| 200 m                | Francesca Romana Furfaro                                                                     | 2'11"64                                 | Francesca Pasquino | 2'12"74                                                                        | Martina Cenci                                                                                    | 2'13"26                             |
| Rana                 |                                                                                              |                                         | |                                                                                |                                                                                                  |                                     |
| 50 m                 | Anita Bottazzo                                                                               | 30"42                                   | Arianna Castiglioni | 30"58                                                                          | Lisa Angiolini                                                                                   | 30"63                               |
| 100 m                | Anita Bottazzo                                                                               | 1'05"82                                 | Lisa Angiolini | 1'06"01                                                                        | Arianna Castiglioni                                                                              | 1'06"22                             |
| 200 m                | Francesca Fangio                                                                             | 2'23"67                                 | Lisa Angiolini | 2'24"90                                                                        | Anna Pirovano                                                                                    | 2'27"33                             |
| Farfalla             |                                                                                              |                                         | |                                                                                |                                                                                                  |                                     |
| 50 m                 | Viola Scotto di Carlo                                                                        | 26"35                                   | Silvia Di Pietro | 26"43                                                                          | Costanza Cocconcelli                                                                             | 26"52                               |
| 100 m                | Costanza Cocconcelli                                                                         | 58"06                                   | Anita Gastaldi | 58"40                                                                          | Giulia Caprai                                                                                    | 58"85                               |
| 200 m                | Paola Borrelli                                                                               | 2'08"94                                 | Antonella Crispino | 2'10"20                                                                        | Giulia Caprai                                                                                    | 2'10"78                             |
| Misti                |                                                                                              |                                         | |                                                                                |                                                                                                  |                                     |
| 200 m                | Sara Franceschi                                                                              | 2'10"95                                 | Anita Gastaldi | 2'10"97                                                                        | Anna Pirovano                                                                                    | 2'12"26                             |
| 400 m                | Anna Pirovano                                                                                | 4'40"77                                 | Claudia Di Passio | 4'43"30                                                                        | Giada Alzetta                                                                                    | 4'43"90                             |
| Staffette            |                                                                                              |                                         | |                                                                                |                                                                                                  |                                     |
| 4x100 m stile libero | Centro Sportivo Esercito Sara Curtis Sofia Morini Emma Virginia Menicucci Giulia Verona      | 3'38"87 53"72 55"55 54"04 55"56         | Centro Sportivo Carabinieri Paola Biagioli Giulia D'Innocenzo Federica Toma Anita Gastaldi                                                                                                | 3'40"05 55"92 55"25 54"69 54"19                                                | G.S. Fiamme Gialle Chiara Tarantino Arianna Castiglioni Helena Biasibetti Costanza Cocconcelli   | 3'42"53 54"74 56"56 56"99 54"24     |
| 4x200 m stile libero | Centro Sportivo Esercito Giulia Ramatelli Sofia Morini Emma Virginia Menicucci Giulia Verona | 8'03"46 2'00"36 2'01"55 2'00"00 2'01"55 | Centro Sportivo Carabinieri Anna Chiara Mascolo Linda Caponi Federica Toma Anita GastaldiRari Nantes Florentia Bianca Nannucci Emma Vittoria Giannelli Giulia Pascareanu Azzurra Sbaragli | 8'04"77 2'00"53 2'00"31 2'03"81 2'00"128'04"77 2'00"16 2'01"04 2'01"86 2'01"71 | Non assegnata.                                                                                   |                                     |
| 4x100 m misti        | G.S. Fiamme Gialle Sara Franceschi Anita Bottazzo Costanza Cocconcelli Chiara Tarantino      | 3'59"41 1'02"56 1'05"40 57"77 53"68     | Centro Sportivo Carabinieri Erika Francesca Gaetani Lisa Angiolini Anita Gastaldi Federica Toma                                                                                           | 4'01"96 1'02"67 1'06"08 58"64 54"57                                            | Centro Sportivo Esercito Sara Curtis Francesca Fangio Antonella Crispino Emma Virginia Menicucci | 4'03"19 1'01"45 1'08"17 59"46 54"11 |